# Le Voyage des pères
Le Voyage des pères est une série de bandes dessinées de David Ratte publiée chez Paquet à partir de 2007.
Première époque, premier cycle :
1. Jonas  (ISBN 978-2-8889-0229-4)[1],[2] ;
2. Alphée  (ISBN 978-2-8889-0327-7) ;
3. Simon  (ISBN 978-2-8889-0360-4).

Première époque, deuxième cycle :
1. Barabbas  (ISBN 978-2-8889-0679-7) ;
2. Moshé  (ISBN 978-2-8889-0820-3) ;
3. Salomé, Amos et les autres…  (ISBN 978-2-8889-0864-7).

Jonas a reçu le prix international de la BD chrétienne au festival d’Angoulême en 2008. Les trois premiers albums qui forment un cycle complet ont reçu le prix du Jubilé en 2011 au même festival (jubilé pour les 25 ans du prix international de la BD chrétienne).
Deuxième époque : Le Voyage des pères : L’Exode selon Yona :
1. Descendance  (ISBN 978-2-8889-0389-5) ;
2. Turbulences  (ISBN 978-2-8889-0432-8) ;
3. Effervescence  (ISBN 978-2-8889-0473-1) [3] ;
4. Transhumance  (ISBN 978-2-8889-0528-8)[4].

Les deux cycles existent également en Intégrales :
- Le Voyage des pères Intégrale (tomes 1 à 3)  (ISBN 978-2-8889-0847-0) ;
- L'Exode selon Yona (tomes 1 à 4)  (ISBN 978-2-8889-0676-6).

## Argument
Le cycle présente la prédication, la mort et la résurrection de Jésus-Christ du point de vue des pères de quelques-uns de ses apôtres : Jonas (père de Simon-Pierre et d'André), Simon (père de Judas Iscariote), Alphée (père de Matthieu le publicain) et accessoirement de Zébédée (père de Jacques et Jean). Les trois premiers veulent ramener leurs fils à la maison et à leur activité première. Leur attitude vis-à-vis de Jésus varient du rejet (Jonas), du questionnement (Simon) à l'adhésion (Alphée) mais, à la fin, tous croiront à la Résurrection de Jésus. Deux autres personnages, des prostituées repenties, jouent un rôle d'une importance égale aux pères. Elles expriment une foi confiante. Le scénario alterne des scènes d'humour (avec des références contemporaines) et d'autres empreintes d'une émotion profonde.

## Inspiration
L'ouvrage suit assez fidèlement le texte des évangiles. L'auteur s'inspire surtout des évangiles synoptiques et particulièrement de celui de Matthieu (appel de Matthieu, le centurion convaincu, la garde du tombeau, le suicide de Judas). Les références à l'évangile de Jean sont rares, la résurrection de Lazare n'étant qu'évoquée, ainsi que la participation de Nicodème à l'ensevelissement de Jésus. L'appel des quatre pêcheurs, ainsi que l'Ascension sont pris de Luc.

## Inexactitudes
Cette série contient quelques inexactitudes. Jésus y guérit la grand-mère maternelle de Pierre, au lieu de sa belle-mère (Matthieu 8:14). Zébédée rappelle à Jonas qu'il est veuf depuis un an, alors que (Matthieu 20:17-28) la mère de Jacques et Jean (donc son épouse) va quémander à Jésus les meilleures places pour ses fils. Jonas et Zébédée s'adressent à l'armée romaine, alors que Capernaüm, ville de Galilée, n'était pas occupée à cette époque-là.